# Seznam českých příjmení, U
Toto je seznam českých příjmení začínajících na písmeno U. Seznam zatím zahrnuje pouze příjmení s více než 200 mužskými nositeli.
| Příjmení | Počet | Přechýleně  | Počet | ORP s největší hustotou |
| -------- | ----- | ----------- | ----- | ----------------------- |
| Urban    | 7 612 | Urbanová    | 7 800 | Králíky                 |
| Urbánek  | 3 635 | Urbánková   | 3 718 | Hustopeče               |
| Urbánek  | 3 635 | Urbáneková  | 7     | Hustopeče               |
| Uhlíř    | 2 218 | Uhlířová    | 2 232 | Telč                    |
| Uher     | 2 038 | Uhrová      | 2 015 | Břeclav                 |
| Uher     | 2 038 | Uherová     | 80    | Břeclav                 |
| Ulrich   | 1 006 | Ulrichová   | 1 072 | Nová Paka               |
| Urbanec  | 788   | Urbancová   | 805   | Dačice                  |
| Uhlík    | 674   | Uhlíková    | 693   | Strakonice              |
| Ulman    | 582   | Ulmanová    | 596   | Konice                  |
| Ulrych   | 570   | Ulrychová   | 587   | Rožnov pod Radhoštěm    |
| Uchytil  | 471   | Uchytilová  | 470   | Chotěboř                |
| Uherek   | 432   | Uherková    | 574   | Orlová                  |
| Unger    | 388   | Ungerová    | 399   | Litvínov                |
| Ullmann  | 330   | Ullmannová  | 344   | Podbořany               |
| Ungr     | 322   | Ungrová     | 376   | Hořovice                |
| Urbášek  | 313   | Urbášková   | 341   | Mohelnice               |
| Unzeitig | 300   | Unzeitigová | 320   | Zábřeh                  |
| Umlauf   | 276   | Umlaufová   | 280   | Česká Třebová           |
| Urbančík | 274   | Urbančíková | 266   | Bohumín                 |
| Uličný   | 273   | Uličná      | 277   | Litovel                 |
| Ulč      | 251   | Ulčová      | 287   | Přeštice                |
| Uvíra    | 247   | Uvírová     | 246   | Kravaře                 |
| Ullrich  | 241   | Ullrichová  | 277   | Nový Bor                |
| Ulbrich  | 223   | Ulbrichová  | 222   | Nepomuk                 |
| Uzel     | 216   | Uzlová      | 241   | Blovice                 |
| Urbaník  | 204   | Urbaníková  | 201   | Luhačovice              |